# Noge

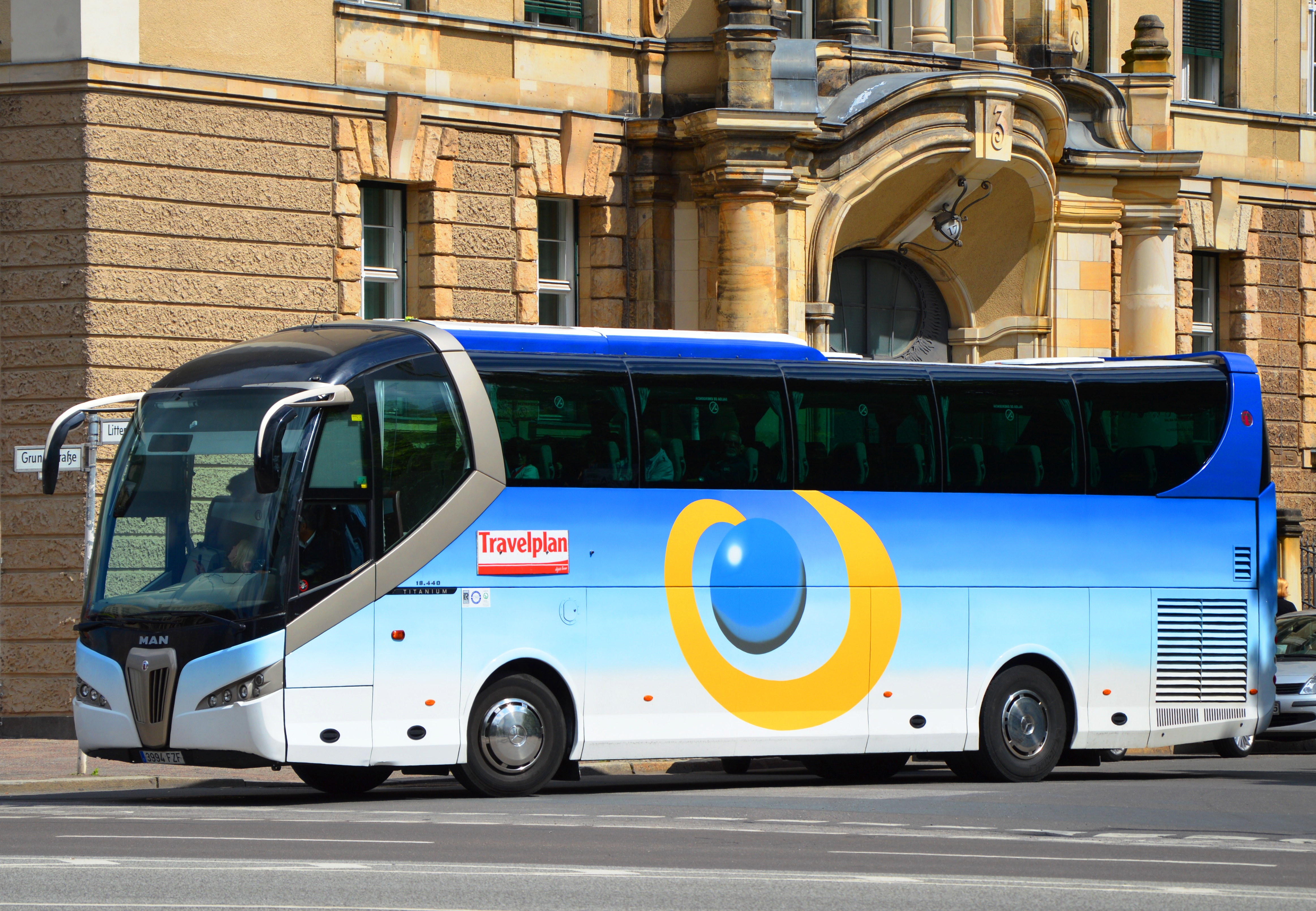
Ein Noge Titanium in Berlin-Mitte

Noge S.L. war ein Omnibushersteller mit Sitz in der katalanischen Stadt Arbúcies in der Provinz Girona, Spanien. Vorzeigeprodukt und Imageträger des Unternehmens war der auffällig gestaltete Hochdeckerbus Titanium.

## Geschichte
Das Unternehmen wurde 1964 von Miquel Genabat Puig, einem ehemaligen Arbeiter des ebenfalls in Arbúcies beheimateten Karosseriebauers Ayats gegründet.
Produziert wurden zunächst einfache Stadtbusse.
1978 ermöglichte die Verlagerung der Werkstätte an den Stadtrand die Erweiterung der Produktion. Seither wurden zunächst Reisebusse für den Tourismus in Spanien, einem der wichtigsten Wirtschaftsfaktoren des Landes, später auch Luxusbusse für den internationalen Markt angeboten.
Eine weitere Montagestätte wurde 2001 in der südfranzösischen Stadt Perpignan geschaffen.
2010 verstarb der Firmengründer; zuvor hatte er das Unternehmen auf seinen Sohn Miquel Genabat übertragen.
Im November 2022 meldete das Unternehmen Insolvenz an. Im August 2023 wurde das Unternehmen aufgelöst.

## Modelle
Noge bot vor allem mittlere und große Reisebusse (in klassischer bis Luxusausführung) sowie Stadtlinienbusse an. Darüber hinaus wurden Vorfeldbusse hergestellt. Die Fahrzeuge wurden auf Basis von Fahrgestellen europäischer Hersteller, darunter Volvo, Scania, MAN und Irisbus.
Die Vermarktung konzentriert sich auf fünf Modelle:
- Cittour, ein dreitüriger Stadtbus (12 oder 13 m Länge). Anordnung und Zahl der Sitz- und Stehplätze erfolgt entsprechend den nationalen Regelungen und den Kundenwünschen.
- Cittour Low Entry, ein zweitüriger Stadtbus in Niederflurtechnik (12 oder 13 m Länge).
- Touring, ein Hochdecker-Reisebus (12 bis 15 m Länge). Dies ist das meistverkaufte Modell des Unternehmens.
- Titanium, ein Luxus-Hochdeckerbus (12 bis 15 m Länge, auch als Dreiachser) mit 49 bis 71 Sitzplätzen. Wegen der außergewöhnlichen Front- und Cockpitgestaltung gilt als das Modell als unverwechselbar.
- Aertour, ein Flughafen-Vorfeldbus (13,5 m Länge) mit 92 Steh- und Sitzplätzen.